# Explosión de Base de Supertanqueros de Matanzas
La explosión de la Base de Supertanqueros de Matanzas fue una explosión ocurrida el 5 de agosto de 2022 en unos depósitos de petróleo en la Base de Supertanqueros de Matanzas, Cuba, que ocasionó la muerte de dos personas, hiriendo a 132, de las cuales 23 fueron hospitalizadas. Fueron dadas por desaparecidas 14 personas. Las autoridades cubanas consideraron el suceso como el mayor siniestro industrial de la historia del país. La prensa local reportó la desaparición de 17 bomberos y la evacuación de más de 4000 personas de los alrededores.

## Explosión
La explosión tuvo lugar el viernes 5 de agosto por la noche, durante una tormenta eléctrica en la que un rayo cayó sobre un depósito que estaba al 50% de su capacidad y contenía al menos 25 000 metros cúbicos de combustible, provocando la deflagración.
Según el diario cubano Granma, el incendio del primer tanque se originó por causa de «un fallo en el sistema de pararrayos, que no pudo soportar la energía de la descarga eléctrica». Un humo negro se extendió hasta 100 kilómetros hacia la capital de Cuba, La Habana. Las autoridades locales aconsejaron a los habitantes el uso de mascarillas y que permanecieran en sus casas para evitar respirar el humo de dióxido de azufre, óxido de nitrógeno, monóxido de carbono y otros compuestos tóxicos que se propagaba por la región.
A raíz del accidente, hubo que cerrar la central termoeléctrica local el lunes 8 de agosto cuando esta se quedó sin agua para la refrigeración, afectando al suministro eléctrico de Cuba, que solo pudo satisfacer el 60% de la demanda.  Durante el fin de semana los bomberos habían rociado agua sobre los tanques de combustible para enfriarlos y evitar la propagación del fuego. Sin embargo, el martes 9 ya habían ardido cuatro de los ocho depósitos que componían el complejo de supertanqueros, con 50 000 metros cúbicos de capacidad cada uno.
Los bomberos y las autoridades cubanas tardaron 7 días en apagar el fuego y el humo tóxico del petróleo quemado. Las FAR utilizaron helicópteros y barcos para trasladar el agua.

## Ayuda internacional
Nada más conocerse la dimensión del incendio, el gobierno cubano solicitó ayuda urgente a la comunidad internacional. México, Venezuela, Rusia, Nicaragua, Argentina y Chile ayudaron a Cuba mandando bomberos y maquinaria pesada contra incendios. Venezuela envió 85 voluntarios y 20 toneladas de espuma y químicos.  México envió a 60 miembros de las Fuerzas Armadas y a 16 técnicos de la empresa Petróleos Mexicanos (PEMEX). La armada de China también mandó equipos de rescate y recuperación. Las autoridades cubanas agradecieron el asesoramiento técnico a través de las redes sociales aportada por Estados Unidos, pero al mismo tiempo señalaron no haber recibido más ayuda de Washington D. C. El portavoz del Departamento de Estado de los Estados Unidos señaló que hubo una comunicación informal sobre el suceso, pero que el gobierno cubano no había solicitado formalmente la ayuda a su gobierno.

## Extinción del incendio
El viernes 12 de agosto, el Cuerpo de Bomberos de Cuba dio por extinguido el incendio, al tiempo que siete equipos de expertos en medicina legal iniciaban la localización de los cuerpos desaparecidos.  Según los datos oficiales, como resultado de la labor pericial se hallaron 754 restos óseos que no pudieron asociarse de forma absoluta a los 14 desaparecidos identificados. A los desaparecidos hubo que sumar dos fallecidos y 132 heridos.
En enero de 2023 se iniciaron las tareas de recuperación integral de las instalaciones incendiadas.